# Karine Chambonneau
Karine Chambonneau est une ancienne cycliste française, née le 9 janvier 1979, spécialiste du BMX.

## Palmarès en BMX

### Championnats du monde
- 1995
  -  Médaillée d'argent du championnat du monde I.BMX.F./FIAC juniors
- 2002
  -  Médaillée d'argent du championnat du monde de BMX

### Championnats d'Europe
- 2000
  -  médaille d'argent du BMX
- 2001
  -  Championne d'Europe de BMX

### Autres
- 2002
  - Challenge World Championships - Étape de Sao Leopoldo (Brésil) : 2e
- 2003
  - European Championships - Étape de Winterthour (Suisse) : 3e
- 2004
  - Indoor de St-Etienne (France) : 1re